# Giovane malato
Il Giovane malato conosciuto anche come Ritratto di giovane gentiluomo è un dipinto a olio su tela (98x111 cm) di Lorenzo Lotto, databile al 1530 circa e conservato nelle Gallerie dell'Accademia di Venezia.

## Storia
La prima indicazione del dipinto risale solo al 1923 quando viene indicato come opera di Lorenzo Lotto da Lucio Coletti nel palazzo di Treviso della famiglia Rovero venendo acquistato dallo stato nel 1930 dall'esponente della famiglia Edoardo Rovero.
Nel medesimo anno l'opera entrò nel museo veneziano. Viene riferita all'inizio del periodo veneziano dell'artista, quando Lotto lavorava per diversi committenti privati.

## Descrizione e stile
L'identità dell'effigiato è sconosciuta e, nonostante le molteplici ipotesi, non si è giunti ad alcuna soluzione condivisa. La raffigurazione nel formato orizzontale, non comune per i ritratti, ha permesso all'artista di sviluppare e porre il soggetto in uno spazio suo, personale, portatoci alla sua maggior conoscenza.
L'uomo è ritratto in piedi, appoggiato a un grande tavolo collocato di sbieco col gomito sinistro, con una veste nera da aristocratico, con una camicia bianca sottostante dalle ampie maniche con polsini ricamati. Si trova in una stanza poco illuminata, nonostante la finestra a sinistra, e vi si vedono alcuni oggetti il cui valore simbolico doveva richiamare la personalità dell'effigiato, i suoi interessi e, molto probabilmente, anche il suo nome.
Appesi in secondo piano, si possono notare un corno da caccia, un liuto e un uccello morto, forse simboli dei piaceri mondani (la caccia e la musica) ai quali l'uomo volta le spalle. Sul tavolo in particolare si trovano un grosso registro di conti che l'uomo sfoglia, a indicare il suo ruolo di contabile, una lettera semiaperta (che potrebbe recare comunicazione di una drammatica notizia) e altre due chiuse, un telo azzurro bordato di frange, un bacile, una lucertola, i petali di una rosa, ecc. La lucertola, posta nel vivo della luce che proviene da davanti, era un simbolo della vita virtuosa di chi ricerca la luce, quindi Dio, ma anche di sangue freddo (cioè distacco dalla passioni) e del cambiamento spirituale. Il fiore sfogliato è forse simbolo di una delusione d'amore o, secondo l'interpretazione più corrente, di una malattia che avrebbe turbato la giovinezza dell'uomo, magari la melanconia, come farebbe pensare anche il viso emaciato.

## Stile
Rispetto ad altre opere dell'epoca, come il Ritratto di Andrea Odoni, il dipinto mostra un maggiore affrancamento dai modi di Tiziano, attraverso una più curata definizione di contorni e dettagli.